# Igor Sláma
Igor Sláma, född den 8 maj 1959 i Brno, Tjeckien, är en tjeckoslovakisk tävlingscyklist som tog OS-brons i lagförföljelsen vid olympiska sommarspelen 1980 i Moskva. 